# Trellius aequatorialis
Trellius aequatorialis är en insektsart som beskrevs av Andrej Vasiljevitj Gorochov 2003. Trellius aequatorialis ingår i släktet Trellius och familjen syrsor. Inga underarter finns listade i Catalogue of Life.